# Хохлачёв, Александр Митрофанович
Александр Митрофанович Хохлачёв (13 февраля 1918 — 30 июня 1941) — советский лётчик военно-морской авиации, участник Великой Отечественной войны, Герой Российской Федерации (6.07.1995, посмертно). Младший лейтенант (10.11.1940).

## Биография
Родился в станице Потёмкинская, на тот момент входившей в состав земель Войска Донского, в крестьянской семье. Окончил школу в 1933 году, Сталинградский судостроительный техникум в 1937 году.
В октябре 1938 года был призван в РККФ. Окончил Военно-морское авиационное училище им. С.А. Леваневского в 1940 году. С января 1941 года служил в должности лётчика-наблюдателя) самолёта ДБ-3Т 1-й авиационной эскадрильи 1-го минно-торпедного авиационного полка 8-й бомбардировочной авиационной бригады ВВС Краснознамённого Балтийского флота.
Участник Великой Отечественной войны с 22 июня 1941 года. Совершал боевые вылеты на месте воздушного стрелка-бомбардира экипажа бомбардировщика ДБ-3Т. Полк, в который входил экипаж самолёта (командир экипажа П. С. Игашов), начал участие в боевых действиях 24 июня 1941 года, когда полк в полном составе вылетел для бомбардировки порта Либава, но цели не обнаружил и отбомбился по запасной цели — Мемелю. После этого полк действовал против финских вооружённых сил, выставлял минное заграждение в Финском заливе, производил бомбардировки объектов на финской территории.
30 июня 1941 года в начале двенадцатого эскадрилья в количестве девяти самолётов поднялась с аэродрома Копорье и к началу третьего часа вышла в район цели: переправам у Даугавпилса, захваченныv LVI моторизованным корпусом 26 июня 1941 года, и колоннам противника в районе переправ. Перед взлётом эскадрилья получила инструктаж, в соответствии с которым в районе цели не было вражеского истребительного прикрытия. Но накануне 2-я и 3-я группы истребительной эскадры JG54 «Зелёное сердце» перелетели в Каунас. Таким образом, перехват советских бомбардировщиков над Даугавпилсом оказался неожиданным. На самолёт П. С. Игашова, шедший крайним в строю бомбардировщиков, напали сразу 3 истребителя Bf.109. Один из истребителей попал под перекрёстный огонь носового и турельного пулемётов бомбардировщика и был сбит. Однако другому истребителю удалось зажечь левый мотор бомбардировщика, и он начал терять высоту. В это время, после очередного захода в атаку, другой немецкий истребитель начал набирать высоту и оказался рядом с советским самолётом. Пилот бомбардировщика, довернув самолёт, правым крылом снёс хвостовое оперение истребителя, совершив таким образом таран, после чего перешёл в пикирование и, направив самолёт в скопление вражеской техники, совершил огненный таран. Это стало первым в истории авиации тараном воздушной и наземной цели в одном бою.
В эскадре JG54 «Зелёное сердце» за 30 июня 1941 года были повреждены или уничтожены 8 самолётов (по советским данным 5 сбитых и 3 повреждённых, по немецким данным — 2 сбитых и 6 повреждённых, три из которых были списаны), а также погибли два лётчика. Более или менее точно установлена фамилия лётчика, погибшего в результате тарана: им стал либо оберфельдфебель Киенинг, либо фенрих Вашель.
Экипаж самолёта, несмотря на тот факт, что его подвиг стал широко известным, не был награждён. В послевоенное время однополчане неоднократно добивались представления лётчиков к званию Героя Советского Союза, но безрезультатно. 7 мая 1970 года весь экипаж посмертно награждён орденами Отечественной войны 1-й степени, и очередное представление к званию Героя в 1971 году осталось нерассмотренным.
Указом Президента Российской Федерации Б. Н. Ельцина № 679 от 6 июля 1995 года «за мужество и героизм, проявленные в борьбе с немецко-фашистскими захватчиками в Великой Отечественной войне 1941—1945 годов» экипажу торпедоносца (младший лейтенант Игашов Пётр Степанович, лейтенант Парфёнов Дмитрий Георгиевич, младший лейтенант Хохлачёв Александр Митрофанович, краснофлотец Новиков Василий Логинович) было посмертно присвоено звание Героя Российской Федерации.

## Память
На Братском кладбище Даугавпилса установлен памятник погибшему экипажу торпедоносца.
На месте падения самолёта у посёлка Крауяс Науенской волости на 4 км шоссе Даугавпилс — Краслава установлен памятник (первоначально металлический обелиск от работников Даугавпилсского завода химического волокна, впоследствии заменён на гранитную стелу). Решением Кабинета министров Латвии от 14 июля 2022 г. памятник утверждён в «Списке демонтируемых объектов на территории Латвийской Республики, прославляющих советский и нацистский режимы» со сроком демонтажа до 15 ноября 2022 года.